# Jules Matton (compositeur)
Pour les articles homonymes, voir Jules Matton et Matton.
Jules Matton, né le 1er mars 1988, est un compositeur de musique contemporaine et de musique de film, également pianiste, improvisateur et écrivain français.
Diplômé de la Juilliard School à New York, il s’est illustré dans les domaines de la musique symphonique, de la musique de chambre, de l’opéra, ainsi que dans la musique de film. Il est lauréat de nombreuses distinctions nationales et internationales, dont le Grand prix lycéen des compositeurs (2019) et le Prix de la Bartók World Competition (2023).

## Biographie
- Si vous ne connaissez pas le sujet, laissez ce bandeau (vous pouvez alors contacter les auteurs).
- Si vous supprimez le contenu mis en cause (vous pouvez préalablement contacter les auteurs),

argumentez précisément cette suppression dans la page de discussion
(un manque de référence n'est pas un argument ; une recherche réelle de référence doit avoir été effectuée, être formellement documentée).

Issu d'une famille d’artistes, Jules Matton est le fils du plasticien et cinéaste Charles Matton et de l’écrivaine Sylvie Matton. Il grandit dans un milieu artistique, baigné par les arts visuels et la philosophie, qui influencera durablement son approche de la composition.
Il commence l’étude du piano dès l’âge de sept ans auprès de Valery Sigalevitch, pianiste formé par Heinrich Neuhaus. Après des études musicales initiales au Conservatoire à rayonnement régional de Paris, dans les classes de Pierre Réach, Yves Henry et Billy Eidi, il poursuit sa formation à la Juilliard School of Music, où il est admis dans la classe de composition de Christopher Rouse, puis dans celle de John Corigliano (Oscar 1999 de la meilleure musique de film), qui salue en lui "un talent remarquable, à la technique impeccable".
En parallèle à sa formation musicale, Matton obtient une licence de philosophie à l'Institut Catholique de Paris en 2010, et approfondit sa réflexion sur la création, le sacré et l’esthétique.
Il collabore avec de nombreux musiciens de renom, tels que Jodie Devos, Thomas Dunford, Paul Meyer, Gabriel Bianco, Frank Braley, Kotaro Fukuma, Valentin Tournet, Victor Julien-Laferrière, Anastasia Kobekina, le Quatuor Hermès, le Quatuor Debussy. Ses œuvres sont régulièrement jouées en France et à l’international, notamment par l’Orchestre national d'Île-de-France, l'Orchestre National de Lyon, l’Orchestre de Picardie, l’Orchestre de l’Opéra de Toulon, l'Æon Music Ensemble. En 2016, il est compositeur en résidence du Festival Classic à Guéthary.
En 2017-2018, à la Cité internationale des arts.
En 2018-2019, au Théâtre impérial de Compiègne.
En 2019, au Festival d’Auvers-sur-Oise.
En 2020-2021, à l'Orchestre de Picardie.
En 2018, avec son premier disque, Livre I, il obtient un "Choc de Classica". 
Parmi ses œuvres les plus jouées figurent son Trio pour violon, violoncelle et piano, pour lequel il a remporté le Grand prix lycéen des compositeurs, son Ode, pour soprano et orchestre, ses Cinq chansons sur des poèmes de Michel Houellebecq, sa Sonate pour guitare, son Quatuor à cordes, son Concerto Baroque, pour clavecin et petit orchestre. Son premier opéra, L’Odyssée, librement adapté de l’épopée homérique, est créé en 2018 au Théâtre Impérial de Compiègne, puis repris à l'Opéra de Rennes, à l'Opéra de Lille, le Théâtre impérial de Compiègne et l'Opéra de Limoges. L'œuvre est saluée pour son livret poétique et sa musique "sophistiquée, exigeante et toujours séduisante".  

### Musique de film et improvisation
Parallèlement à sa carrière de musique de concert, Matton compose pour le cinéma. Outre plusieurs courts-métrages et pièces de théâtre, il a écrit une partie de la musique du film Une affaire d’honneur (film, 2023) de Vincent Perez, ainsi que la musique du film Island, de Nora Jaenicke, avec Fanny Ardant et Joanna Kulig, sorti à l'automne 2025. 

### Littérature
En 2023, il publie chez Léo Scheer Gaspard, fortement salué par la critique. Il s'agit d'un roman picaresque sur l'identité, le monde contemporain et le désir, ou, comme le souligne Benoît Duteurtre dans Le Figaro, "Le tableau pessimiste d'un Paris enlisé dans la vulgarité postmoderne, toutefois sauvé par l'énergie juvénile et l'esprit d'aventure d'un jeune homme toujours en quête de beauté et d'amour."

### Distinctions
2010 : Lauréat de la Fondation Marcel-Bleustein-Blanchet pour la vocation
2013 : Lauréat de la Bourse d'Excellence de l'Institut Catholique de Paris
2015 : Lauréat de la Fondation d'entreprise Banque Populaire
2017 : Lauréat du concours Île-de-Créations, en partenariat avec l'Orchestre national d'Île-de-France
2019 : Lauréat du Grand prix lycéen des compositeurs
2023 : Lauréat de la Bartók World Competition 

### Discographie
- 2018 : Livre I, Fondamenta
- 2021 : Livre II, Œuvres orchestrales (NoMad Music)